# Modrásek hnědý
Modrásek hnědý (Polyommatus admetus) je druh denního motýla z čeledi modráskovitých (Lycaenidae). Rozpětí jeho křídel je 30 až 36 mm. Samci i samice mají hnědá křídla. U samic jsou na líci zadních křídlech patrné nevýrazné příkrajní oranžové skvrny, které však mohou i chybět. Na šedohnědém rubu zadních křídel mohou mít někteří jedinci málo nápadný bělavý paprsek.

## Výskyt

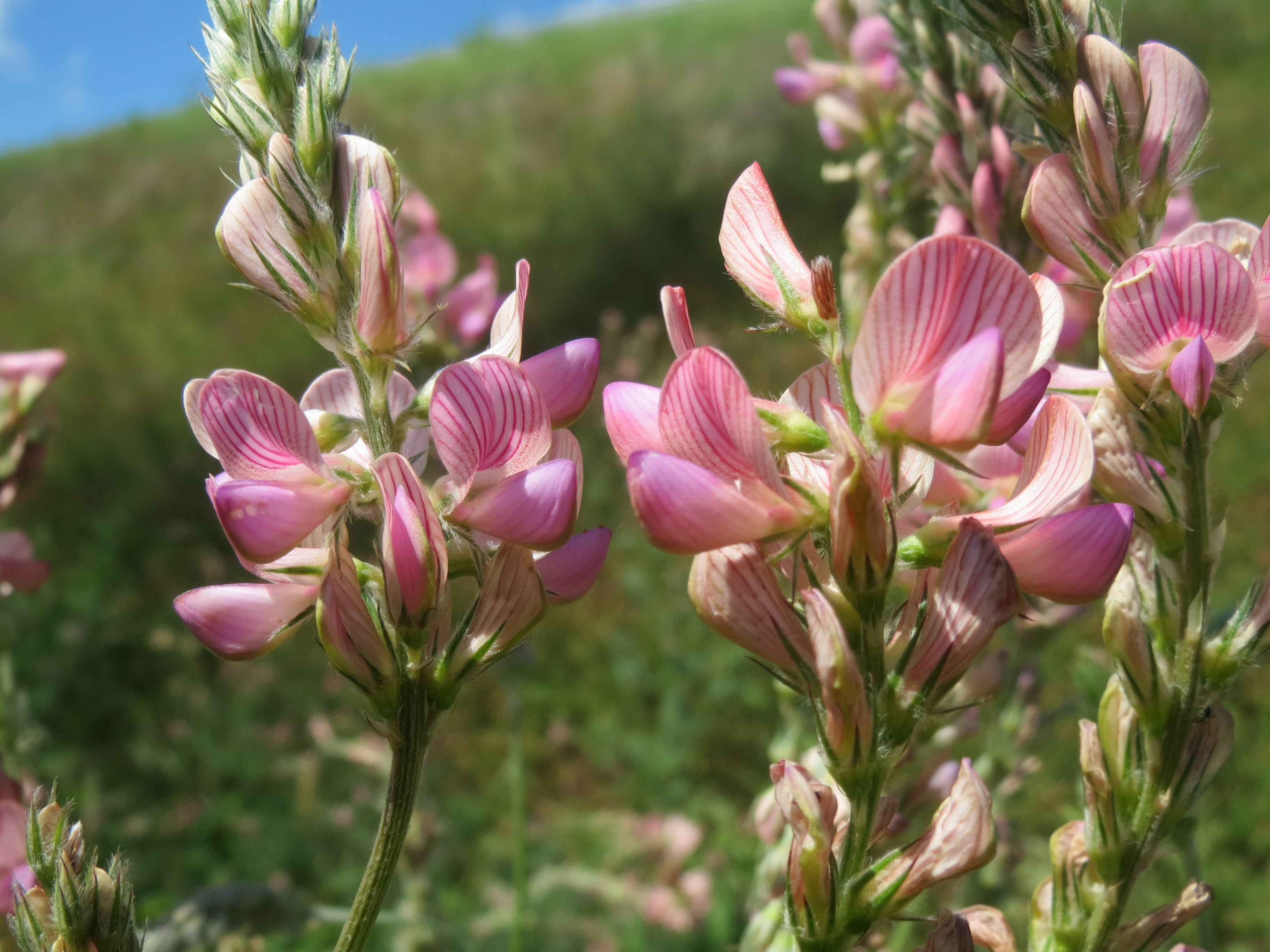
Živná rostlina

Motýl je rozšířený v jižní Francii, na jihu Slovenska, v Maďarsku, dále na Balkánském poloostrově a v Turecku. V České republice se tento druh nevyskytuje. Obývá suché stepi, svahy a louky.

## Chování a vývoj
Živnými rostlinami modráska hnědého jsou vičenec ligrus (Onobrychis viciifolia) a vičenec kohoutí hlava (Onobrychis caput-galli). Samice klade vajíčka na květní lodyhy. Housenky jsou příležitostně myrmekofilní. Motýl je jednogenerační (monovoltinní) a jeho letová perioda je od června do července. Přezimuje malá housenka.

## Ochrana a ohrožení
V České republice se tento modrásek nevyskytuje a jeho nejbližší populace žijí na jižním Slovensku. Historicky je doložen pouze ojedinělý nález z roku 1967 u Moravského Písku.